# 台湾羊茅
台湾羊茅（学名：Festuca formosana）为禾本科羊茅属下的一个种。其种加词“formosana”意为“台湾的”。